# Charge de fond

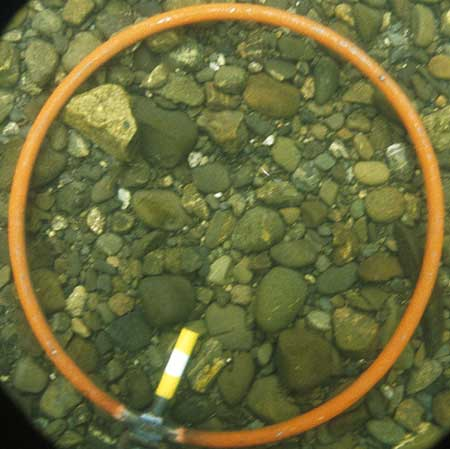
Charge de fond dans le thalweg de Campbell Creek en Alaska.

Le terme charge de fond ou charriage de fond ou les sédiments charriés sur le fond (en anglais : bed load ou bedload) décrit les particules dans un fluide en écoulement (généralement de l'eau) qui sont transportées sur le fond de la rivière (sur le lit). La charge de fond est complémentaire de la charge en suspension et de la charge de ruissellement (en) .
La charge de fond se déplace en roulant, en glissant et/ou par saltation (en sautillant).
En général, la charge de fond en aval sera plus petite et plus arrondie que la charge de fond en amont (un processus appelé affinage en aval, downstream fining). Cela est dû en partie à l'attrition et à l'abrasion qui résultent de la collision des pierres entre elles et contre le canal de la rivière, supprimant ainsi la texture rugueuse (arrondi) et réduisant la taille des particules. Cependant, le transport sélectif des sédiments joue également un rôle en relation avec l'affinage en aval: les particules plus petites que la moyenne sont plus facilement entraînées que les particules plus grandes que la moyenne, car la contrainte de cisaillement nécessaire pour entraîner un grain est linéairement proportionnelle au diamètre du grain. Cependant, le degré de sélectivité de taille est limité par l'effet de masquage (en anglais : hiding effect) décrit par Parker et Klingeman (1982), dans lequel les particules plus grosses font saillie du lit tandis que les petites particules sont protégées et cachées par des particules plus grosses, avec le résultat que presque tous les tailles de grains sont entraînés avec presque la même contrainte de cisaillement,.
Des observations expérimentales suggèrent qu'un écoulement uniforme à surface libre sur un lit plan sans cohésion est incapable d'entraîner des sédiments en dessous d'une valeur critique {\displaystyle \tau _{*c}} du rapport entre les mesures des forces hydrodynamiques (déstabilisantes) et gravitationnelles (stabilisantes) agissant sur les particules sédimentaires, la contrainte dite de Shields (en) {\displaystyle \tau _{*}} . Cette quantité se lit comme suit:
{\displaystyle \tau _{*}={\frac {u_{*}^{2}}{(s-1)gd}}} ,
où {\displaystyle u_{*}} est la vitesse de frottement, s est la densité relative des particules, d est un diamètre de particule effectif qui est entraîné par l'écoulement et g est la gravité. La formule de Meyer-Peter-Müller  pour la capacité de charge du lit dans des conditions d'équilibre et d'écoulement uniforme indique que l'amplitude du flux de charge du lit {\displaystyle q_{s}} pour la largeur de l'unité est proportionnelle à l'excès de contrainte de cisaillement par rapport à une contrainte critique {\displaystyle \tau _{*c}} . Plus précisément, {\displaystyle q_{s}} est une fonction non linéaire croissante monotone de la contrainte de Shields en excès {\displaystyle \phi (\tau _{*}-\tau _{*c})}, généralement exprimé sous la forme d'une loi de puissance.